# Laides longibarbis
Laides longibarbis es una especie de peces de la familia Schilbeidae en el orden de los Siluriformes.

## Morfología
• Los machos pueden llegar alcanzar los 14,2 cm de longitud total.
- Número de  vértebras: 44-46.[1][2]

## Reproducción
Es ovíparo y los huevos no son protegidos por los padres.

## Alimentación
Come peces  y zooplancton.

## Hábitat
Es un pez de agua dulce y de clima tropical.

## Distribución geográfica
Se encuentran en Asia:  cuencas de los ríos  Mekong, Chao Phraya y  Meklong.